# Reprezentacja Malezji w piłce nożnej mężczyzn
Reprezentacja Malezji w piłce nożnej przystąpiła do FIFA w 1956, a dwa lata wcześniej do AFC. Swe największe sukcesy święciła w latach siedemdziesiątych. Nigdy nie awansowała na mistrzostwa świata w piłce nożnej. Do Puchar Azji awansowała cztery razy lecz nigdy nie wyszła z grupy. Dwa razy drużyna narodowa awansowała do Igrzysk Olimpijskich. W 1972 Malezja przegrała 2 mecze (0-3 z RFN i 0-6 z Marokiem) i wygrała jeden z USA 3-0. Co prawda reprezentacja Malezji awansowała do Igrzysk Olimpijskich w Moskwie, lecz ostatecznie kraj przyłączył się do bojkotu igrzysk i nie wysłał swoich sportowców.
Na Pucharze Azji w 2007, Malezja, była obok Tajlandii, Indonezji i Wietnamu jednym ze współgospodarzy. Na turnieju drużyna spisała się katastrofalnie, przegrywając wszystkie trzy spotkania (1:5 z Chinami, 0:5 z Uzbekistanem i 0:2 z Iranem). Po takim występie do dymisji podał się szef Malezyjskiej Federacji piłkarskiej.
Obecnym selekcjonerem kadry Malezji jest Tan Cheng Hoe.

## Udział wMistrzostwach Świata
- 1930 – 1958 – Nie brała udziału (była brytyjskim protektoratem)
- 1962 – 1970 – Nie brała udziału
- 1974 – 2022 – Nie zakwalifikowała się

## Udział wPucharze Azji
- 1956 – 1960 – Nie zakwalifikowała się
- 1964 – Nie brała udziału
- 1968 – 1972 – Nie zakwalifikowała się
- 1976 – Faza grupowa
- 1980 – Faza grupowa
- 1984 – 2004 – Nie zakwalifikowała się
- 2007 – Faza grupowa
- 2011 – 2019 – Nie zakwalifikowała się
- 2023 – Faza grupowa